# Anurophylla aprica
Anurophylla aprica là một loài ruồi trong họ Tachinidae.